# Sonet 90 (William Szekspir)

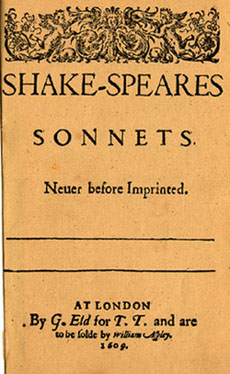
Strona tytułowa pierwszego wydania sonetów Shakespeare’a

Sonet 90 (Więc gardź mną dzisiaj, jeśli gardzić pragniesz) – jeden z cyklu sonetów autorstwa Williama Shakespeare’a. Po raz pierwszy został opublikowany w 1609 roku.
Odwołuje się także do utworu bezpośrednio go poprzedzającego.

## Treść
W sonecie tym podmiot liryczny, którego część badaczy utożsamia z autorem, zwraca się do tajemniczego młodzieńca, aby ten nie oszczędzał mu cierpień związanych z zakończeniem związku, gdyż to przyćmi skalą wszystkie pozostałe problemy:
A wszystkie bóle pozostałe miną.
Gdy stracę ciebie, w porównaniu zginą.